# Barnarp och Odensjö
Barnarp och Odensjö är en tätort i Jönköpings kommun i Jönköpings län som omfattar samhällena Odensjö och Barnarp.
Tätorten ligger huvudsakligen utmed Barnarpasjöns västra sida.

## Befolkningsutveckling
| Befolkningsutvecklingen i Odensjö/Barnarp och Odensjö 1960–2020 | Befolkningsutvecklingen i Odensjö/Barnarp och Odensjö 1960–2020 | Befolkningsutvecklingen i Odensjö/Barnarp och Odensjö 1960–2020 | Befolkningsutvecklingen i Odensjö/Barnarp och Odensjö 1960–2020 | Befolkningsutvecklingen i Odensjö/Barnarp och Odensjö 1960–2020 |
| --- | --------------------------------------------------------------- | --------------------------------------------------------------- | --------------------------------------------------------------- | --------------------------------------------------------------- |
| |                                                                 |                                                                 |                                                                 |                                                                 |
| År |                                                                 |                                                                 | Folkmängd                                                       | Areal (ha)                                                      |
| 1960 | 1960                                                            |                                                                 | 199                                                             | ¤                                                               |
| 1965 | 1965                                                            |                                                                 | 369                                                             |                                                                 |
| 1970 | 1970                                                            |                                                                 | 659                                                             |                                                                 |
| 1975 | 1975                                                            |                                                                 | 702                                                             |                                                                 |
| 1980 | 1980                                                            |                                                                 | 658                                                             |                                                                 |
| 1990 | 1990                                                            |                                                                 | 1 725                                                           | 103                                                             |
| 1995 | 1995                                                            |                                                                 | 1 775                                                           | 104                                                             |
| 2000 | 2000                                                            |                                                                 | 1 736                                                           | 105                                                             |
| 2005 | 2005                                                            |                                                                 | 1 714                                                           | 110                                                             |
| 2010 | 2010                                                            |                                                                 | 2 495                                                           | 182                                                             |
| 2015 | 2015                                                            |                                                                 | 2 646                                                           | 201                                                             |
| 2020 | 2020                                                            |                                                                 | 2 924                                                           | 201                                                             |
| Anm.: Ny tätort 1965. Tätorten Barnarp uppgick i denna 2010 och har därefter av SCB getts namnet Barnarp och Odensjö. ¤ Som tätortsbebyggelse med 150-199 invånare |                                                                 |                                                                 |                                                                 |                                                                 |

## Samhället
I bostadsområdet Odensjö, som utgör tätortens norra del, finns det i stort sett bara villor. I Kronheden, Barnarps mellersta del, så finns det både villor och ett område där en bostadsrättsförening har radhus. I anslutning till Kronheden ligger en fotbollsanläggning, där Barnarps IF hör hemma. Barnarps IF är även aktivt inom innebandy. Södra delen av Barnarp, Lunden, utgjorde mellan 1960 och 2010 en egen tätort med namnet Barnarp.
Mellan bostadsområdena Odensjö och Kronheden ligger Barnarpsskolan,  Furubackskyrkan, Barnarps kyrka och en prästgård.